# Pronsk
Pronsk (russisch Пронск) ist eine Siedlung städtischen Typs und ehemalige Stadt in der Oblast Rjasan in Russland mit 3943 Einwohnern (Stand 14. Oktober 2010).

## Geographie
Der Ort liegt gut 50 km Luftlinie südlich des Oblastverwaltungszentrums Rjasan am rechten, namensgebenden Oka-Nebenfluss Pronja.
Pronsk ist Verwaltungszentrum des Rajons Pronski sowie Sitz und einzige Ortschaft der Stadtgemeinde Pronskoje gorodskoje posselenije.

## Geschichte
Der Ort wurde erstmals in der Nikonchronik für das Jahr 1131 erwähnt. Er gehörte während dessen Existenz bis ins 16. Jahrhundert zum Fürstentum Rjasan. Ab 1778 besaß Pronsk das moderne Stadtrecht als Verwaltungssitz eines Ujesds der Statthalterschaft, ab 1796 des Gouvernements Rjasan.
1926 verlor Pronsk sein Stadtrecht, wurde aber als Dorf (selo) am 12. Juli 1929 Verwaltungssitz eines neu geschaffenen, nach ihm benannten Rajons. Seit 1958 besitzt der Ort den Status einer Siedlung städtischen Typs.

## Bevölkerungsentwicklung
| Jahr | Einwohner |
| ---- | --------- |
| 1897 | 7907      |
| 1939 | 1986      |
| 1959 | 3449      |
| 1970 | 4980      |
| 1979 | 4749      |
| 1989 | 5105      |
| 2002 | 4330      |
| 2010 | 3943      |

Anmerkung: Volkszählungsdaten

## Verkehr
Durch Pronsk verläuft die Regionalstraße von Rjasan an der föderalen Fernstraße M5 in das gut 30 km südlich gelegene Skopin, wo Anschluss an die föderale Fernstraße R22 Kaspi besteht. In östlicher Richtung zweigt eine Straße zur nächstgelegenen, etwa 25 km entfernten Bahnstation Chruschtschowo an der Strecke Moskau – Rjasan – Woronesch/Saratow.

## Söhne und Töchter des Ortes
- Uladsimir Jarmoschyn (* 1942), belarussischer Politiker